# Nelia persephone
Nelia persephone är en fjärilsart som beskrevs av Reed 1877. Nelia persephone ingår i släktet Nelia och familjen praktfjärilar. Inga underarter finns listade i Catalogue of Life.